# Atauro
Atauro is een Zuidoost-Aziatisch eiland in de archipel van de Kleine Soenda-eilanden. Atauro ligt in de Bandazee, 30 kilometer ter noorden van het eiland Timor en behoort tot de Staat Oost-Timor. Het ligt op 8° 13' zuiderbreedte en 125° 35' oosterlengte. Er wonen 9274 mensen (2015), en is 20 kilometer lang en tot 12 kilometer breed, met een maximale hoogte van 995 meter boven de zeespiegel. Atauro is sinds 2022 een zelfstandige gemeente van Oost-Timor en is verbonden met de hoofdstad Dili door een reguliere veerverbinding (2 uur varen). De grootste stad op het eiland heet Vila Maumeta.
Vanwege de afgelegen ligging werd het eiland tijdens de Portugese koloniale tijd en de Indonesische bezetting gebruikt als gevangeniseiland. Deze afzondering beschermde het ook tegen vernietiging door Indonesische milities aan de vooravond van de onafhankelijkheid van Oost-Timor. 
Aileu · Ainaro · Atauro · Baucau · Bobonaro · Cova Lima · Dili · Ermera · Lautém · Liquiçá · Manatuto · Manufahi · Oe-Cusse Ambeno · Viqueque